# Rudolf Wagner
Rudolf Wagner (ur. 30 czerwca 1805 w Bayreuth, zm. 13 maja 1864 w Getyndze) – niemiecki anatom, fizjolog i zoolog. Współodkrywca oocytów. Wraz z Félixem Dujardinem wykonał szczegółowe badania mikroskopowe nasienia, dzięki czemu opisał obraz i funkcje plemników (wcześniej plemniki były uważane za pasożyty). Wyjaśnił funkcje i mechanizm współdziałania zwojów nerwowych, zakończeń nerwowych i nerwów współczulnych. Opisał budowę i strukturę jądra komórkowego oraz zidentyfikował jąderko.  
Ojciec Rudolfa był nauczycielem w gimnazjum. Brat Moritz Wagner był niemieckim podróżnikiem i zoologiem.
Młody Rudolf od 1822 studiował w Erlangen medycynę, później od 1826 w Würzburgu. Był uczniem Johanna Lukasa Schönleina i Karla Friedricha Heusingera.
W 1832 został profesorem zoologii na uniwersytecie w Erlangen. W 1840 roku przejął katedrę w Getyndze, po śmierci Johanna Friedricha Blumenbacha.
Napisał m. in: „Lb. der vergleichenden Anatomie” (1834—1835), „Lb. der Physiologie” (1839), wydawał: „Hwb. der Physiologie” (1842—1853, 4 t.).
Miał dwóch synów: Adolpha Wagnera i Hermanna Wagnera.